# 1300년

## 연호
- 원(元) 대덕(大德) 4년
- 일본(日本) 쇼안(正安) 2년
- 쩐 왕조(陳朝) 흥롱(興隆) 8년

## 기년
- 원(元) 성종(成宗) 6년
- 고려(高麗) 충렬왕(忠烈王) 복위 2년
- 쩐 왕조(陳朝) 영종(英宗) 8년

## 사건
- 톨텍 문명이 멸망하고 톨텍 문명의 수도인 툴라도 파괴된다.

## 사망
- 3월 1일-코코진-원나라의 황태후
- 구 안동 김씨의 중시조 김방경